# 北御門亜美
北御門 亜美（きたみかど あみ、2000年2月1日 - ）は、日本の女優。ヴィヴィアン所属。

## 略歴
佐賀県出身。洗足学園音楽大学ミュージカルコース卒業。
幼少の頃より家族の影響でミュージカルや舞台に出演。演技の実力と歌、ダンスなどの技を磨く。
大学進学と共に上京し、映画24区のワークショップで演技を習いつつ、2021年度の映画24区アワードにてMVPを受賞。その確かな演技力を評価される。
運動神経、ポジティブな行動力が魅力。

## 出演

### 映画
- 第8回 渋谷佐世保TANPEN映画祭 2024「渋谷アンダーグラウンド佐世保エボリューション」-姫役（武田成史監督）
- 「ゴジラ-1.0」（山崎貴監督）
- 日本映画大学卒業制作映画「モンキー・ビジネス」-麻生美咲役[3]
- 文科省戦略的大学連携支援事業制作映画「リア充商店街」[4]

### 舞台
- TRUMP series 15th Anniversary FINAL「繭期極夜会」（2024年12月12,13日 東京国際フォーラム ホールC）[5][6][7]
- TRUMP series 15th ANNIVERSARY 『ミュージカル「LILIUM-リリウム 新約少女純潔歌劇-」』 - シルベチカ 役（2023年4月15日～23日東京サンシャイン劇場、4月28日～5月3日大阪梅田芸術劇場シアター・ドラマシティ） [8] [9][10][11]
- 洗足学園音楽大学邦楽ミュージカル10周年記念公演「恋娘近松合戦!」 - 主演 おきた 役（2021年11月27日） [12]
- ミュージカル「図書館で会いましょう」（佐賀市浪漫座、佐賀市ハートフル体育館） - 主演 北原あき 役（2018年1月7日）

### CM
- 児童発達支援スクールコペルプラスCM[13]
- あいおいニッセイ同和損保CM[14]
- 東鉄工業株式会社 TVCM[15]
- LION スクラート胃腸薬CM[16]
- やわらぎ斎場 TVCM[17]
- TOYOTA あおり運転囲み取材CM[18]
- 全日空商事（ANA）「選べるe-GIFT」CM[19][20]
- 家庭教師のトライCM[21]
- ブルドックソースCM[22]
- JR東海CM[23]
- 東武鉄道CM[24]
- ポケモンカード「それか、ポケカ？」TVCM[25]
- JTB「京都に行くならJTB」編 WebCM
- ラミコジャパン 企業広告[26]
- EMシステムズ TVCM「エンドロール」編[27]
- SANYO 企業CM

### PV
- 佐賀市「徐福の見た夢 中国・済州島・佐賀 徐福が残した足跡」[28]
- 佐賀市「ガタバトル～愛の戦士ムツゴロウVS甲殻の騎士シオマネキ～」[29]

### MV
- カネヨリマサル／【ぜんぶオーライ！】Music Video [30]
- Tadano Kaede／「MUSE」 [31]
- 藍色アポロ／「線、曲がって止まって」 [32]

### その他
- りそな銀行りそな!n(りそなイン)コンセプトムービー[33]
- 令和７年度川崎市立学校教員募集PR動画[34]
- NIKKEI企業対抗カラオケ選手権 supported by DAM広告[35]
- 静岡県焼津市PR動画[36]
- 一般社団法人日本臨床衛生検査技師会　日本臨床検査技師PRmovie「みんな知ってる？臨床検査技師のしごと」[37]
- 『りんかい日産建設』企業広告[38]
- 令和６年度川崎市立学校教員募集PR動画[39]
- USEN MUSIC Entertainment[40]
- InterBEE2022 「NHKエンタープライズ × mOc 〜 FutureMuseum」未来の美術鑑賞 国宝・油滴天目茶碗 紹介 学芸員役 （2022年11月16日 - 18日 幕張メッセ）
- ヴァレイ 「SUBLIMATIO」 1周年記念モデル